# نبیل حیمانی
نبیل حیمانی (انگلیسی: Nabil Hemani; ۱ سپتامبر ۱۹۷۹ – ۱۲ ژوئن ۲۰۱۴) بازیکن فوتبال اهل الجزایر بود.
از باشگاه‌هایی که در آن بازی کرده‌است می‌توان به باشگاه فوتبال القبائل، و باشگاه فوتبال وفاق سطیف، باشگاه فوتبال قسنطینه و باشگاه فوتبال نصر حسین دای اشاره کرد.
وی همچنین در تیم ملی فوتبال الجزایر بازی کرده‌است.